# Taborîșce, Seredîna-Buda
Taborîșce (în ucraineană Таборище) este un sat în comuna Krîvonosivka din raionul Seredîna-Buda, regiunea Sumî, Ucraina.

## Demografie
Componența lingvistică a localității Taborîșce
     Ucraineană (53,73%)
     Rusă (46,27%)
Conform recensământului din 2001, majoritatea populației localității Taborîșce era vorbitoare de ucraineană (53,73%), existând în minoritate și vorbitori de rusă (46,27%).